# Justino, o Gnóstico
Justino, o Gnóstico ou Justino, o Gnóstico de Monoimo (século II) foi provavelmente um judeu cristão que desenvolveu um sistema gnóstico distinto. Foi descrito pelo teólogo Hipólito de Roma em sua obra Refutação de Todas as Heresias (V. 23-17 e X. 15).

## Ensinamentos
Segundo Hipólito, Justino propagou sua doutrina secretamente vinculando seus discípulos por juramentos solenes. Ele escreveu um número de livros, um deles chamado Baruch, do qual Hipólito providencia um resumo.
Sua gnosis é largamente baseada em uma interpretação mística do Gênesis. Hipólito o classifica juntamente com os Naassenos, porém Justino contraria a visão de que a serpente foi a origem de todo o mal, ele faz uso da Mitologia grega, especialmente a tradição dos Doze trabalhos de Hércules.
Justino ensina que havia três entidades originais, uma transcendente que é chamada de Bem, uma figura intermediária do homem chamada Elohim (o Deus de Israel na Bíblia Hebraica, ou Antigo Testamento) e uma figura terra-mãe chamada Eden ou Israel.